# Sintgaing
Sintgaing är en kommun i Myanmar.   Den ligger i regionen Mandalayregionen, i den centrala delen av landet, 220 km norr om huvudstaden Naypyidaw. Antalet invånare är 128 725.